# Cho Seong-Jin
Seong-Jin Cho (tiếng Hàn Quốc: 조성진; sinh ngày 28 tháng 5 năm 1994) là nghệ sĩ piano người Hàn Quốc. Anh trở nên nổi tiếng toàn thế giới khi dành ngôi quán quân tại Cuộc thi piano quốc tế Frédéric Chopin lần thứ XVII năm 2015 với bản Concerto số #1 cho Piano ở vòng chung kết. Seong-Jin là người Hàn Quốc đầu tiên và là người châu Á thứ ba giành được danh hiệu này.